# Fábio Bilica
Fábio Bilica, właśc. Fábio Alves da Silva (ur. 4 stycznia 1979 w Campina Grande) – brazylijski piłkarz, występujący na pozycji środkowego obrońcy.

## Kariera klubowa
Fábio Bilica rozpoczął piłkarską karierę w EC Bahia w 1996 roku. Z Bahią zdobył mistrzostwo stanu Bahia – Campeonato Baiano w 1998 roku. W tym samym roku wyjechał po raz pierwszy do Europy do SSC Venezia. W Venezii występował przez 4 lata. W 2000 roku spadł z Venezią do Serie B. W 2002 roku przeszedł do innego włoskiego klubu US Palermo. W 2003 został wypożyczony do pierwszoligowego klubu Brescia Calcio. W 2003 został wypożyczony do Ancony, z korą Serie B.
W 2004 roku powrócił do Brazylii i grał w Grêmio Porto Alegre. Po pół roku powrócił do Europy do 1. FC Köln. Z 1. FC Köln wygrał 2. Bundesligę. Na początku 2006 roku przeszedł do francuskiego FC Istres, który występował wówczas w Ligue 2. W grudniu 2007 roku został zawodnikiem rumuńskiej Universitatei Cluj. Od 2008 roku Fábio Bilica występuje w Turcji.
W sezonie 2008–2009 występował w Sivassporze, z którym wywalczył wicemistrzostwo Turcji. Od 2009 roku był zawodnikiem Fenerbahçe SK. W barwach Fenerbahçe zadebiutował 30 lipca 2009 w wygranym 5-1 meczu z wgierskim Honvédem Budapeszt w Lidze Europy UEFA (2009/2010). W pierwszym sezonie w Fenerbahçe Fábio Bilica wywalczył wicemistrzostwo Turcji. W 2012 roku przeszedł do Elazığsporu. Jego zawodnikiem był do 2015 roku.
Następnie grał w brazylijskich drużynach Auto oraz Atlético Cajazeirense.

## Kariera reprezentacyjna
Fábio Bilica ma za sobą powołania do olimpijskiej reprezentacji Brazylii. W 2000 roku wystąpił w eliminacjach Igrzysk Olimpijskich w Sydney. W Igrzyskach w Australii wystąpił we wszystkich czterech meczach ze Słowacją, RPA, Japonią i Kamerunem. W reprezentacji olimpijskiej wystąpił 16 razy i strzelił 2 bramki.